# Östergötlands runinskrifter 9
Ög 9 är en vikingatida runsten av kalksten i Vinnerstads kyrka, Vinnerstads socken och Motala kommun. 
Den är 145 cm hög, 65 cm bred och 15 cm tjock. En runslinga löper runt kanterna på stenens bildsida. Mittpartiet är rikt ornerat med band och ormslingor. Bitvis finns spår av rödfärg kvar.

## Inskriften
Translitterering av runraden:
... ...- (:) rista : s(i)tn : þisa : e(f)(t)ir : asu : muþur : sin...
Normalisering till runsvenska:
... ... rista stæin þennsa æftiʀ Asu moður sin[a].
Översättning till nusvenska:
...lät resa denna sten efter sin moder Åsa.